# Artemis Spanou
Artemis Spanou (in greco Άρτεμις Σπανού?; Rodi, 1º gennaio 1993) è una cestista greca.

## Carriera
Con la Grecia ha disputato due edizioni dei Campionati mondiali (2010, 2018) e quattro edizioni dei Campionati europei (2011, 2015, 2017, 2021).